# Unterseeboot 274
Le Unterseeboot 274 (ou U-274) est un sous-marin allemand (U-Boot) de type VII.C utilisé par la Kriegsmarine (marine de guerre allemande) pendant la Seconde Guerre mondiale.

## Historique
Mis en service le 7 novembre 1942, l'Unterseeboot 274 reçoit sa formation de base à Danzig au sein de la 8. Unterseebootsflottille jusqu'au 31 juillet 1943, puis il intègre sa formation de combat à la base sous-marine de Saint-Nazaire avec la 7. Unterseebootsflottille, base qu'il n'atteindra jamais.
Il réalise sa première patrouille, quittant le port de Bergen en Norvège le 1er septembre 1943 sous les ordres de l'Oberleutnant zur See Günther Jordan. Après 13 jours en mer, il arrive à Trondheim le 26 août 1943.
Pour sa deuxième patrouille, il quitte Trondheim le 13 octobre 1943 toujours sous les ordres de l'Oberleutnant zur See Günther Jordan. Après 11 jours en mer, l'U-274 est coulé le 23 octobre 1943 dans l'Atlantique Nord au sud-ouest de l'Islande à la position géographique de 57° 14′ N, 27° 50′ O par des charges de profondeur lancées des destroyers britanniques HMS Duncan et HMS Vidette et d'un bombardier Consolidated B-24 Liberator britannique (Squadron 224/Z). Les 48 membres d'équipage décèdent dans cette attaque.

## Affectations successives
- 8. Unterseebootsflottille à Danzig du 7 novembre 1942 au 31 juillet 1943 (entrainement)
- 7. Unterseebootsflottille à Saint-Nazaire du 1er août au 23 octobre 1943 (service actif)

## Commandement
- Oberleutnant zur See Günther Jordan du 7 novembre 1942 au 23 octobre 1943

## Patrouilles
|       | Commandant           | Départ             | Départ    | Arrivée           | Arrivée   | Jours    | Succès |
| ----- | -------------------- | ------------------ | --------- | ----------------- | --------- | -------- | ------ |
|       | Oblt. Günther Jordan | 12 août 1943       | Kiel      | 16 août 1943      | Bergen    | 5 jours  |        |
|       | Oblt. Günther Jordan | 24 août 1943       | Bergen    | 26 août 1943      | Trondheim | 3 jours  |        |
| 1     | Oblt. Günther Jordan | 1er septembre 1943 | Trondheim | 13 septembre 1943 | Trondheim | 13 jours |        |
| 2     | Oblt. Günther Jordan | 13 octobre 1943    | Trondheim | 23 octobre 1943   | Coulé     | 11 jours |        |
| Total | Total                | Total              | Total     | Total             | Total     | 32 jours | 0 t    |

Note : Oblt. = Oberleutnant zur See

### OpérationsWolfpack
L'U-274 n'a pas opéré avec les Wolfpacks (meute de loups) durant sa carrière opérationnelle.

## Navires coulés
L'Unterseeboot 274 n'a ni coulé, ni endommagé de navire ennemi au cours des deux patrouilles (24 jours en mer) qu'il effectua.

### Source et bibliographie
- (en) Cet article est partiellement ou en totalité issu de l’article de Wikipédia en anglais intitulé « German submarine U-274 » (voir la liste des auteurs).
- Chris Bishop, historien militaire (trad. de l'anglais par Christian Muguet), Les sous-marins de la Kriegsmarine : 1939-1945 : le guide d'identification des sous-marins [« The spellmount submarine identification guide : Kriegsmarine U-boats 1939-1945 »], Paris, Éd. de Lodi, 2008, 192 p. (ISBN 978-2-84690-327-1, OCLC 470721805, BNF 41298980)